# エイサー

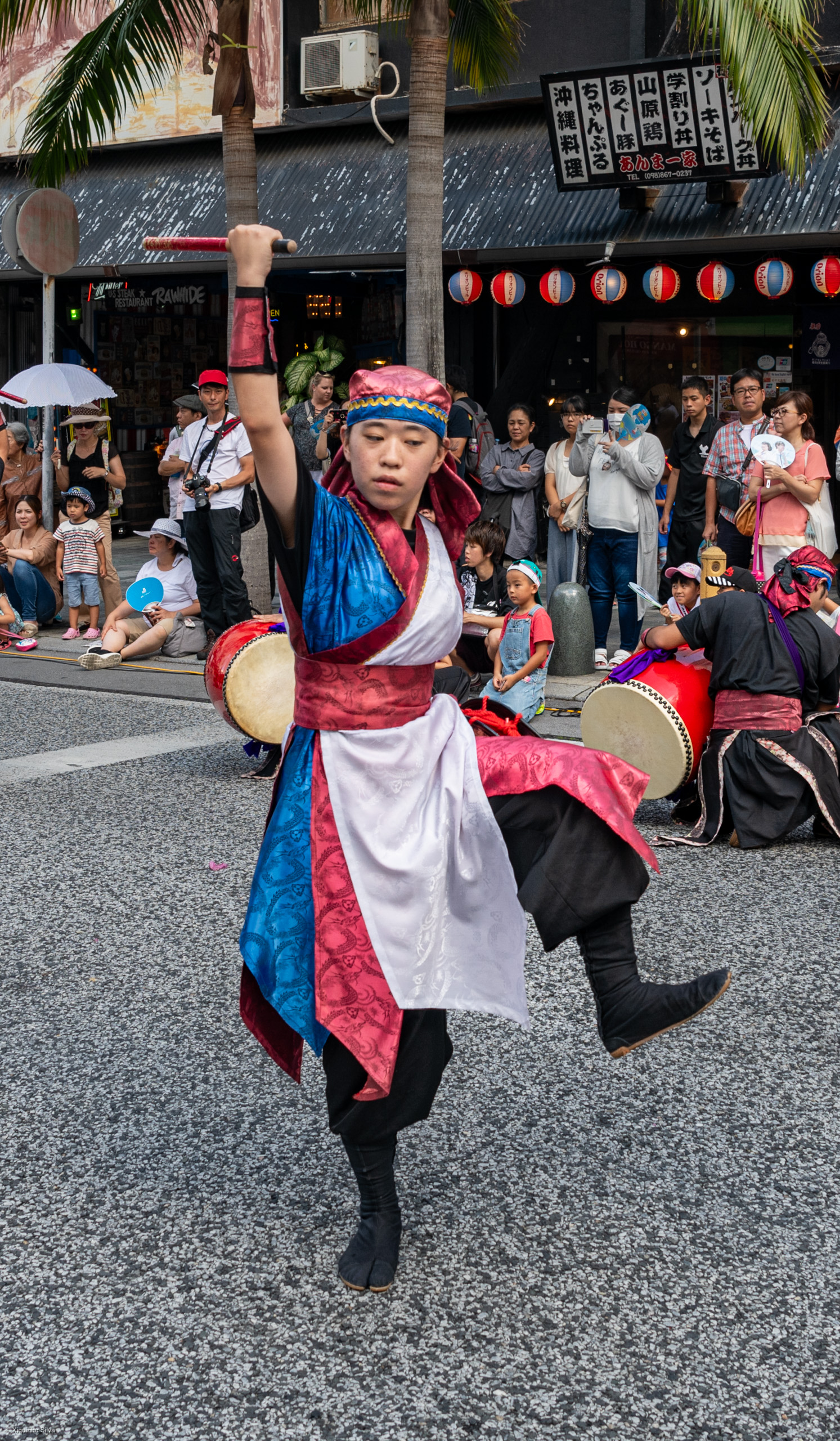
エイサー（那覇市牧志）

エイサーは、沖縄県の沖縄本島周辺でお盆の時期に踊られる伝統芸能。近年では沖縄県内の宮古、八重山、与那国、鹿児島県の奄美群島など元来エイサーがなかった地域にもお盆とは異なる学校行事や青年団活動、観光の一環として取り入れられている。
お盆(沖縄では旧盆)の時期に現世に戻ってくる祖先の霊を迎えるため、男性たちが歌と囃子に合わせ、踊りながら地区の道を練り歩くもの。練り歩くことを道ジュネーという。また、祝儀を集めて集落や青年会の活動資金とする機能も重視され、その資金でため池を設けた例もある。地域によってはナンサー、エンサー、七月舞（しちぐゎちもーい）、念仏廻り（にんぶちまーい）とも呼ばれる。踊りを通して、他との関係が縁となって生起することで、五穀豊穣、大漁追福、商売繁盛、家内安全、無病息災、安寧長寿、夫婦円満、子孫繁栄、祖先崇拝や招福祈願、厄除祈念や「ハリ」に纏わることなど多岐に渡り繋がりを大事しながら踊っている。
近年では太鼓を持つスタイルが多くなり、踊り自体を鑑賞するために沖縄全島エイサーまつりをはじめとする、各地域のエイサーを集めたイベント等も開催され、沖縄の重要な伝統芸能となっている。

## 歴史
東北出身の袋中上人が1603年から3年間首里に滞在して浄土宗を布教したのを契機に、沖縄では王家や貴族の間を中心として念仏が広まった。18世紀中頃には、托鉢や芸事を行う「念仏にゃー」（念仏屋、にんぶちゃー）をお盆に招いて先祖の供養を行う風習が、首里の屋敷町などで存在していたという。当時は現代のエイサーと形式が異なり、門付歌と念仏歌だけで踊っていた。
明治以降になると、念仏の詠唱を村の若人が代行する形で庶民の間にエイサーが普及していった。沖縄本島中北部から県内全域へ伝播して大衆化する中で、民謡などを取り込む例も増えた。与那国島で始まったのは80年ほど前と言われている。なお、戦前は太鼓を使う例は少なく、浴衣などの普段着姿で手ぬぐいを頭に巻くというスタイルが主流であった。念仏ちゃーの存在は大正の終わりごろにはほぼ消滅している。
戦後、エイサーは沖縄市など本島中部を中心に大きくスタイルを変えた。旧コザ市（現在の沖縄市）主催で1956年に全島エイサーコンクールを開催。この沖縄随一のエイサーイベントは後のエイサーの発展に多大なる影響を与えた。当初コンクール（順位を競う）であったため、審査員や観客に魅せる(見せる)という部分に重きが置かれ、出場する青年会は構成や隊形、衣装、パフォーマンスなどをより派手なスタイルに変化させていくことになる。これらのエイサー文化と共に歩んできた沖縄市は2007年6月13日に「エイサーのまち」宣言をし、地域の活性化に取り組んでいる。一方で、名護市以北の本島北部では手踊りの伝統エイサーも続けられている。また、沖縄本島中部のうるま市の伝統エイサーも歴史は古く、屋慶名青年会、平敷屋青年会、赤野青年会などは100年余りの伝統がある。屋慶名エイサーの起源は明治24年（1890年）旧暦７月とされ、1991年には生誕100年祭が行われた。また、赤野青年会が初めて本土にエイサーを紹介したとされており、全国的には1990年代以降に沖縄県出身者が中心となって多くのエイサー団体が設立された。また、県出身者以外の愛好者の加入や独自団体の設立も増えていると言われる。国外で踊られた例として、アメリカ合衆国やフランスなどがある。

## 語源
エイサーの由来は、浄土宗系念仏歌に挟まれる囃子の一つ「エイサー、エイサー、ヒヤルガエイサー」から来ているとされる。また、沖縄の古歌謡集「おもろさうし」の中の「ゑさおもろ」が元だという説もあるが、今日の芸能研究者の多くは「エイサー」と「ゑさおもろ」との直接的な関係は見出されないとこれを否定している。

## 進行
エイサーは旧暦の盆の送り（ウークイ）の夜に行なわれる。近年は盆の迎え（ウンケー）から数夜連続で行なわれることが多い。
旗頭を先頭とした一団は、地域の各戸を回り、それぞれの家の僧侶の霊が無事に後生（グソー、「あの世」の意）に戻れることを祈願することを述べ、エイサーを踊る。踊りが一段落すると一団は酒や金を受け取って次の家へ向かい、祈願と踊りを繰り返す。このようにして家々を回り歩くことを道エンサーと呼ぶ。
エイサーは町内会単位で結成されることが多いが、その境界では複数のエイサーがかち合うことがある。この時には双方が一層声を高くし、踊りに熱を入れる。これをエイサーヨイサーまたはエイサーナンサー、エイサーオーラセー、エイサーガーエーなどと呼ぶ。

## 構成
エイサーは、地域の集落単位で若者を中心として一団（青年会）を結成して行なわれる。

### 太鼓エイサー
太鼓エイサーは現在では全県的に盛んであるが、特に沖縄市や勝連半島など中頭郡のものが有名である。伝統的なスタイルに比べてマスゲーム的な要素が強いため、人数が多い方が見栄えがすることが多い。一つの集団が数十人から時には100人を超えることもある。
旗頭（はたがしら）
エイサーの先頭に立ち、その地域の名を記した高さ3～4mの旗を持つ。エイサーオーラセーに際しては、自らの一団を誇示するためにことさらに高く旗を掲げたり、相手の旗とぶつけ合ったりする。
太鼓打ち（たいこうち（テークウチ））
エイサーで太鼓を持って踊るのは基本的に男性である。盆踊りで櫓に置かれるような直径50cmほどの大太鼓（ウフデークー）、鼓のような形をした直径30cmほどの締太鼓（シメデークー）、片面だけに皮を張った直径20cmほどのパーランクーの3種がある。地域によってはパーランクーのみ、大太鼓と締太鼓のみといった構成のこともある。太鼓踊りは頭巾（マンサージ）を被って、一団で統一された打掛、羽織等を着る。下半身は白ズボンに黒白ストライプの脚絆を付けたりニッカボッカーをまとい、足袋を履いている。
また、勝連半島の一部では白い下着の上に黒っぽい着物を着て裾をからげる、遊行僧のような格好がみられる。
手踊り（ておどり（ティモーイ、テーモーヤー））
男性が太鼓を持って踊るのに対し、女性は何も持たずに踊る。が、地域によっては四つ竹（ヨツダケ、ユチダキ）や手拭（ティサジ）、扇など、道具を使って踊る所もある。男性は太鼓打ちと同様、女性は袖をまくった絣を着ることが多い。
地謡（じうたい（ジカタ、ジウテー））
一団の先頭又は最後尾で三線を弾き、唄う。主に青年会のOBや地域の名人・老人であったりする。通常2-6人が地謡を務める。かつては一団とともに歩くのが一般的であったが、現在では軽トラックの荷台等でマイクの前で演奏するのが普通である。
京太郎、三郎（チョンダラー、サナジャー、サンダー、サンラー）
京太郎は元々は日本本土から渡来した念仏の芸であったが、古くからエイサーの中の重要な要素であった。これを務める男性は顔面を白く塗り、勇壮な太鼓打ち、優美な手踊りの脇で道化役を演じる。また時には隊列の整理役なども担う。

## 使用される音楽
エイサーの際に演奏される曲は地域ごとにばらつきが見られるが、踊りやすさ・地域性などの点から多くの地域で用いられる曲が存在する。かつては、家の世帯主や妻を褒め称える門付き歌や、「エイサー、エイサー、ヒヤルガエイサー」という囃子を挟んで八六調の歌詞が続く念仏歌が主流だったが、現在では念仏歌をまったく歌わない地域もある。
一般的に用いられる主な曲目には下記のようなものがある。恋愛を題材にしたものや、笑い話などの歌詞が多い。なお、1937年には法務局の検閲により、戦時下にふさわしくないと判断されたものが禁止された。さらに、戦後も道徳観の変化により歌詞を変えた例が見られた。
- 繁盛節（はんじゅうぶし）
- 仲順流り（ちゅんじゅんながり）：子供が死んだ母を探し求める話で、古い「継母念仏」が簡略化されたもの。
- 久高マンジュウ主（くだかまんじゅうしゅー）：妾を探す色男の話
- スーリ東節（すーりあがりぶし）
- テンヨー節
- いちゅび小節（いちゅびぐわぁぶし）：惚れた女性（苺小）の村に通う男の話
- 海ヤカラー：難破したイギリス人と島の娘が遊び明かす話
- 固み節
- 豊節（ゆたかぶし）
- 花の風車（かじまやー）
- 唐船ドーイ（とうしんどーい）

この中で、唐船ドーイはクライマックスに用いられることが多い特にポピュラーな曲目である。
また、最近ではTHE BOOMの『島唄』や日出克の『ミルクムナリ』・『風の結人』、BEGINの『島人ぬ宝』やりんけんバンドの『ありがとう』、イクマあきらの『ダイナミック琉球』など、新しい曲に独自の踊りをつけた創作的なエイサー(エイサー風のダンス)も多く踊られている。その詳細は創作エイサーのページを参照。

## 踊り
太鼓エイサーの主体は太鼓と踊りである。地謡の演奏に合わせて太鼓を叩いていく際に、特に締太鼓とバーランクーは身体をひねる、しゃがむ、跳ぶ、回転するといったアクションを見せる。数十人の太鼓踊りの統一感、一斉の躍動といった勇壮さが、エイサーの大きな魅力の一つとなっている。手踊りは後方にあるのが一般的である。
一方、手踊りエイサーは琉球舞踊を基礎とした優美でたおやかな動きを特徴とする。三線が伴奏する場合は歌に合わせて踊りの輪が回転の向きを変え、全体的にややテンポが速い。太鼓伴奏の場合は、ゆるいテンポと速いテンポの曲を交互に歌い、踊る。

## エイサーを行う青年会
沖縄市
園田青年会、山里青年会、久保田青年会、住吉青年会、南桃原青年会、嘉良間青年会、大里青年会、安慶田青年会、室川青年会、山内青年会、東青年会、松本青年会、比屋根青年会、池原青年会、泡瀬第三青年会、照屋青年会、登川青年会、知花青年会、胡屋青年会、諸見里青年会、越来青年会、高原青年会、中の町青年会、美里青年会、宮里青年部若鷲会
うるま市
平敷屋東青年会、平敷屋西青年会、屋慶名青年会、与那城青年会、西原青年会、平安名青年会、饒辺青年会、平安座青年会、田場青年会、赤野青年会、旭区青年会、具志川青年会、天願青年会、江洲青年会、城北青年会、みどり町青年会、昆布青年会
北中城村
島袋青年会、屋宜原青年会、仲順青年会、喜舎場青年会、和仁屋青年会、安谷屋青年会、石平青年会、荻道青年会、大城青年会、熱田青年会

北谷町
謝苅区青年会　栄口区青年会　北玉区青年会　上勢区青年会　宮城区青年会　砂辺区青年会

## エイサーを中心としたイベント
本来、エイサーは盆の送りの時期のみに踊られるものであるが、各地域の踊りを一度に楽しもうと、これらを集めたイベントがいくつか開催されている。主なイベントには下記のものがある。
沖縄全島エイサーまつり
戦後復興の中、「エイサーで元気を取り戻そう！」と1956年に全島エイサーコンクールという形で始まる。「エイサーのまち」、沖縄市で毎年旧盆の翌週末に開催される県内最大のエイサーイベント。現在は3日間開催となり、述べ30万人あまりの観客動員数を誇る。主に中北部のエイサーが集まる。
青年ふるさとエイサー祭り
毎年8月-9月に北谷町で開催される。主に中南部のエイサーが集まる。かつては那覇市で行われていた。
一万人のエイサー踊り隊
毎年8月に開催される、那覇市の目抜き通りである国際通りに数千人のエイサーが集い踊る催し。
エイサー祭り（大阪市大正区)
毎年9月に大阪市大正区で開催される。同地は沖縄県からの移住者が多く、俗説では4人にひとりが沖縄出身者と言われるほどで、ふるさとの行事を遠く離れた大阪でと言う思いと若者達への文化継承の意味から実施されている。
新宿エイサー（東京都新宿区）
毎年7月の最終土曜日に新宿駅周辺で開催。新宿の祭礼に沖縄のエイサーチームを招いた際、活気ある踊りを見た4つの商店街振興組合が、「新宿の街に最もふさわしい踊り、夏のイベントにしたい」と考えたことがきっかけとなった。翌年、新宿エイサー祭り実行委員会を発足し、以来毎年7月の最終土曜に行う。演舞会場は新宿アルタ前、新宿高野ビル前などで行われる昼の部（13時～16時）と、新宿三井ビル、モア4番街など（17時～19時）と、歌舞伎町ゴジラロード、双葉通り（18時～20時）で行われる夜の部がある。
フェスタまちだ・町田エイサー祭り（東京都町田市）
毎年9月に町田駅周辺で開催。
エイサーナイト
沖縄市で6月13日(エイサーのまち宣言を行った記念日)を皮切りに、毎週末3～6つの青年会によるエイサー市内各地で楽しめる。全島エイサーまつり本番までが行われ、ムードを盛り上げる。